# Shelby County, Iowa
Shelby County är ett administrativt område i delstaten Iowa, USA. År 2010 hade countyt 12 167 invånare. Den administrativa huvudorten (county seat) är Harlan. 

## Geografi
Enligt United States Census Bureau har countyt en total area på 1 531 km². 1 528 km² av den arean är land och 3 km² är vatten.  

### Angränsande countyn
- Crawford County - norr
- Audubon County - öst
- Cass County - sydost
- Pottawattamie County - söder
- Harrison County - väst